# Stanisław Krauze (aktor)
Stanisław Krauze (ur. 9 stycznia 1959 w Kwidzynie, zm. 21 października 2010 w Warszawie) – polski aktor.

## Życiorys
W 1984 ukończył we Wrocławiu Wydział Lalkarski Państwowej Wyższej Szkoły Teatralnej im. Ludwika Solskiego, a następnie przez dwa lata występował w Teatrze Polskim w Bielsku-Białej. W sezonie 1987/1988 grał w Teatrze Polskim w Bydgoszczy, a od 1988 do 2009 związany był ze sceną Teatru im. Stefana Jaracza w Olsztynie. W 1990 złożył egzamin eksternistyczny dla aktorów dramatycznych. Sporadycznie pojawiał się w filmach, m.in. w Blisko, coraz bliżej, Pitbullu, Domu nad rozlewiskiem. Czytelnicy „Gazety Olsztyńskiej” dwa razy nagradzali Stanisława Krauze w plebiscycie „Teatralna Kreacja Roku”, pierwszy raz w 1992 roku za rolę Puka w „Śnie nocy letniej” Szekspira, drugi raz w 1995 roku za rolę Roberta Syvertena w „Czyż nie dobija się koni?” McCoya.